# Paulos Faraj Rahho
Mar Paulos Faraj Rahho (Mosul, 20 novembre 1942 – tra il 1º e il 12 marzo 2008) è stato un arcivescovo cattolico iracheno, arcieparca di Mosul dei Caldei dal 12 gennaio 2001 fino alla sua morte.

## Biografia

### Origini e formazione
È vissuto per tutta la sua vita a Mosul, nella regione assira, dove è stanziata da lungo tempo la comunità cristiana caldea. Ha compiuto i suoi studi sacerdotali presso il seminario maggiore San Pietro di Baghdad ed ha ricevuto l'ordinazione nella Chiesa di Sant'Isaia a Mosul nel 1965.
Conseguita la licenza in teologia pastorale presso la Pontificia Università San Tommaso d'Aquino di Roma, Rahho è rientrato a Mosul nel 1977, per continuare il suo servizio sacerdotale presso le chiese parrocchiali di Nostra Signora del Perpetuo Soccorso e di San Paolo.

### Ministero episcopale a Mosul
Il 16 febbraio 2001 è stato consacrato arcivescovo di Mosul, assumendo così la responsabilità di gestire circa 20.000 cattolici caldei in dieci parrocchie. Devoto di San Paolo scelse Paulos come nome da vescovo Fece costruire la Chiesa del Sacro Cuore a Telkif e la residenza vescovile, impegnandosi nell'attivazione di un orfanotrofio per i bambini handicappati.
Dopo l'invasione americana dell'Iraq (2003) e il conseguente intensificarsi degli episodi di intolleranza e di violenza nei confronti dei cristiani, Rahho si è fatto promotore del dialogo interreligioso cercando la collaborazione dei capi delle altre confessioni religiose del paese. Nel 2004, in seguito al bombardamento della sua abitazione e anche grazie ai buoni rapporti stabiliti con la comunità islamica, il presule fu ospitato presso gli edifici della moschea per volere del locale imam. Rahho ha espresso anche chiaramente la sua posizione sulla paventata possibilità che la nuova Costituzione irachena potesse incorporare la shari'a, dichiarando le sue perplessità, pur nel rispetto della consapevolezza che all'Islam venisse riconosciuto lo status di religione di Stato.
Costretto dalla crescente intolleranza manifestata in attacchi ai Cristiani, l'arcivescovo è riuscito a farsi promotore, nel 2005, di una serie di eventi a Mosul per celebrare l'anno dell'eucaristia. Nel 2007 ha accompagnato a Roma il Patriarca della Chiesa caldea Emmanuel III Delly, cui è stata conferita da Papa Benedetto XVI la porpora cardinalizia.

### Il rapimento e l'uccisione
Il 29 febbraio 2008, mentre usciva dalla Chiesa Santo Spirito di Mosul, poco dopo la celebrazione del pio esercizio della Via Crucis, Rahho è stato rapito da un commando di uomini armati, che lo hanno prelevato dopo aver assassinato il suo autista e due guardie.
Dopo alcuni giorni di serrate trattative per la sua liberazione, il presule è stato trovato morto il 12 marzo, sepolto nei dintorni di Mosul, sebbene non siano state chiarite le cause della sua morte. Un'imponente folla ha preso parte ai suoi funerali, celebrati a Mosul il 14 marzo dal Patriarca dei Caldei.
Papa Benedetto XVI, commentando l'accaduto ha parlato di «atto di violenza disumana che offende la dignità dell'essere umano.»
Uno degli assassini, di nome Ahmed Ali Ahmed, è stato catturato e arrestato. Ahmed era un leader della cellula di Al-Qaida in Iraq a Mosul. Il 19 maggio 2008 la Corte penale suprema irachena lo ha condannato a morte. Tuttavia, alti rappresentanti della Chiesa cattolica caldea si sono opposti alla sentenza capitale.

## Genealogia episcopale
La genealogia episcopale è:
- Arcivescovo Yukhannan VIII Hormizd
- Vescovo Isaie Jesu-Yab-Jean Guriel
- Arcivescovo Augustin Hindi
- Patriarca Yosep VI Audo
- Patriarca Eliya XIV Abulyonan
- Patriarca Yosep Emmanuel II Thoma
- Patriarca Yosep VII Ghanima
- Patriarca Rafael I Bidawid
- Arcivescovo Paulos Faraj Rahho